# Bonney (Texas)
Pour les articles homonymes, voir Bonney.
Bonney est un village, fondé en 1873, situé au nord de la partie centrale du comté de Brazoria, au Texas, aux États-Unis,.

## Démographie
Lors du recensement de 2010, la ville comptait une population de 310 habitants. Elle est estimée, le 1er juillet 2019, à 339 habitants.

### Source de la traduction
- (en) Cet article est partiellement ou en totalité issu de l’article de Wikipédia en anglais intitulé « Bonney, Texas » (voir la liste des auteurs).